# Peru nos Jogos Olímpicos de Verão de 1976
O Peru competiu nos Jogos Olímpicos de Verão de 1976, realizados em Montreal, Canadá.